# Jerry Bruckheimer
Jerome Leon "Jerry" Bruckheimer, född 21 september 1943 i Detroit, Michigan, är en amerikansk film-, tv- och datorspels-producent. Under 1980- och 90-talen samarbetade han mycket med den numera avlidne filmproducenten Don Simpson. De gjorde tillsammans många framgångsrika Hollywood-filmer för Paramount Pictures. Bruckheimers genombrott kom med Flashdance från 1983, vilken följdes av filmer som Snuten i Hollywood-filmerna, Top Gun och Days of Thunder.
Trots bakslaget med Don Simpsons död 1996 har Bruckheimer fortsatt att producera stora filmer, ofta tillsammans med regissören Michael Bay. Andra kända filmer är: Armageddon, Pearl Harbor, Gone in 60 seconds, Black Hawk Down, National Treasure, CSI: Crime Scene Investigation, The Amazing Race och Pirates of the Caribbean.
Sedan 1997 är Bruckheimer även i tv-branschen som producent av bland annat CSI: Crime Scene Investigation, Spårlöst försvunnen och Cold Case.

## Biografi
Jerry Bruckheimer föddes 1943 i Detroit, Michigan. Hans tysk-judiska föräldrar var flyktingar och familjen var av arbetarklass. 1967 tog Bruckheimer en fil kand i psykologi från University of Arizona, där han utvecklade sitt foto- och filmintresse. Under 1970-talet arbetade han bland annat på en reklambyrå men valde att sluta för att försöka uppnå sin dröm att bli producent. Första producentjobbet var på westernfilmen The Culpepper Cattle Company, regisserad av Dick Richards. Under 1980-talet började Bruckheimer göra sig ett verkligt namn i Hollywood. Detta skedde framför allt genom samarbeten med regissören Paul Schrader på filmerna American Gigolo, med en ung Richard Gere, och skräckfilmen Cat People.
1983 slog sig Bruckheimer ihop med Don Simpson och bildade därigenom ett av de mest framgångsrika producentpartnerskapen i Hollywood. Jättesuccén Flashdance blev deras första samarbete. Filmen drog in mer än 200 miljoner dollar i biointäkter. Simpson fick smeknamnet Mr Inside tack vare sitt kontaktnät i Hollywood, medan Bruckheimer blev kallad Mr Outside, på grund av sitt stora praktiska kunnande om filmskapande. År 1986 blev Jerry Bruckheimers riktiga inträde i machofilmens universum och det första samarbetet med regissören Tony Scott. Detta blev den första av många filmer där Tom Cruise medverkar. 1996 tog samarbetet med Don Simpson slut på grund av Simpsons drogproblem, som skapade stora svårigheter för duon. En månad efter produktionen av The Rock dog Simpson av en överdos.
Mellan 1990 och 1995 började Bruckhemer samarbeta med regissören Michael Bay bland annat med racingfilmen Days of Thunder med Tom Cruise och Nicole Kidman och actionkomedin Bad Boys, med Will Smith och Martin Lawrence. Mitten på 90-talet var en extremt aktiv period för Bruckheimer. 1997 släppte produktionsbolaget Jerry Bruckheimer Films sin första film, Con Air.
År 2000 tog Bruckheimer sig an tv-produktion på allvar och deltog i skapandet av tv-serien CSI: Crime Scene Investigation. Serien blev en stor framgång och kom att påverka rättsväsendet i USA, liksom intresset för kriminalteknikiska utbildningar. Några år senare kom spinoff-serierna  CSI:Miami och CSI: NY.
2003 föddes idén att göra en äventyrsfilm utifrån Disneyland-åkattraktionen Pirates of the Caribbean vilket kom att bli en av de mest framgångsrika franchise Hollywood skådat, liksom Bruckheimers flaggskepp som producent. Pirates of the Caribbean: Svarta Pärlans förbannelse spelade in 653 miljoner dollar. Disney gick även med på att finansiera produktionen av två uppföljare, som skulle spelas in parallellt med varandra. Pirates of the Caribbean: Död mans kista blev hans mest lönsamma film dittills, med över en miljard dollar i intäkter.
Bruckheimer är gift med författaren Linda Bruckheimer och de är bosatta i Los Angeles.

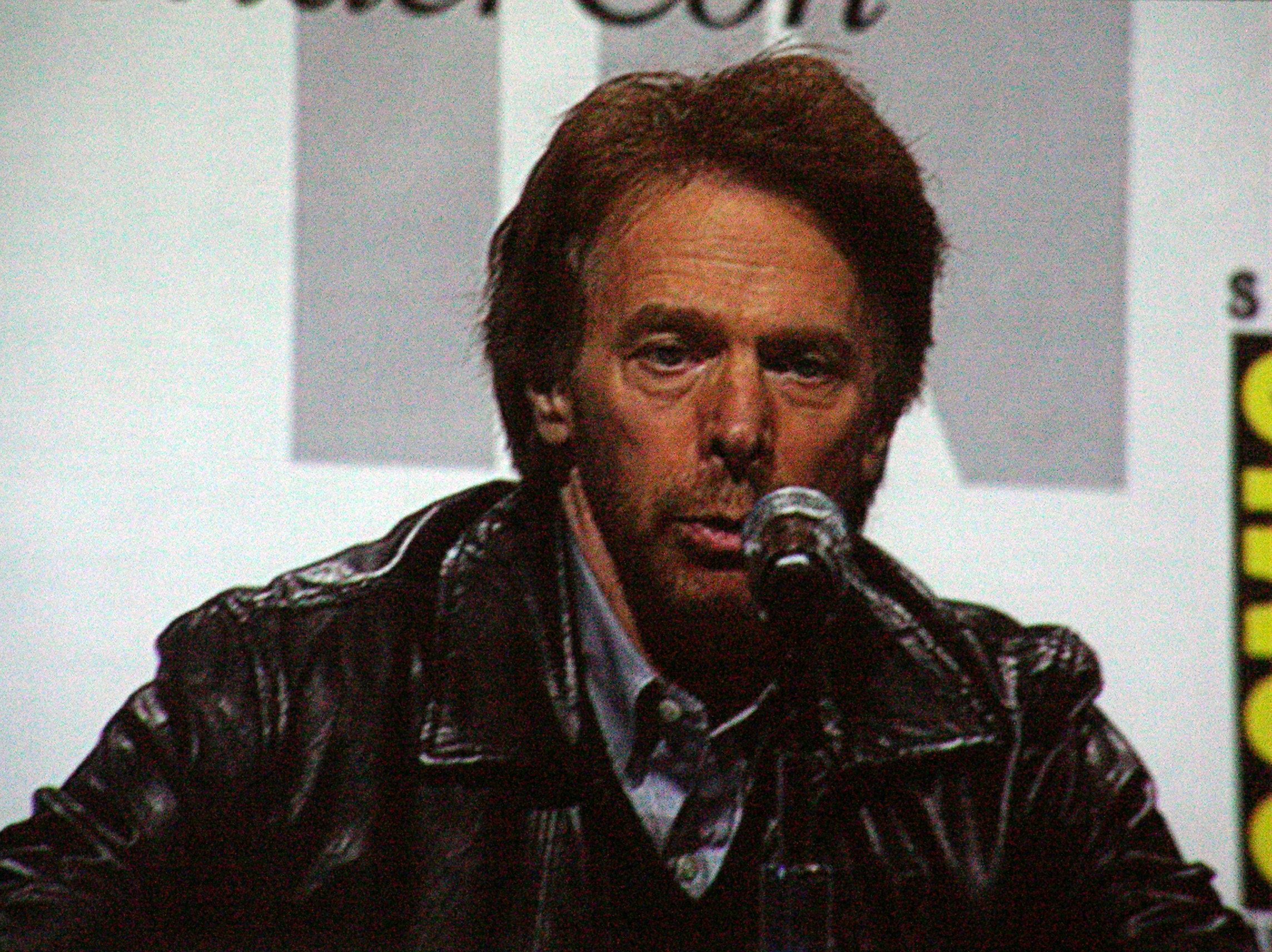
Jerry Bruckheimer, 2010

2015 uppskattade den amerikanska ekonomitidskriften Forbes hans förmögenhet till 900 miljoner amerikanska dollar.
Han är också delägare för ishockeylaget Seattle Kraken som spelar i den nordamerikanska ishockeyligan National Hockey League (NHL) sedan säsongen 2021–2022.

## Filmografi (i urval)
- 1980 – American Gigolo
- 1982 – Cat People
- 1983 – Flashdance
- 1984 – Snuten i Hollywood
- 1986 – Top Gun
- 1987 – Snuten i Hollywood II
- 1990 – Days of Thunder
- 1995 – Bad Boys
- 1995 – Rött hav
- 1996 – The Rock
- 1997 – Con Air
- 1998 – Armageddon
- 1998 – Enemy of the State
- 2000 – Gone in 60 seconds
- 2000 – Coyote Ugly
- 2000 – Remember the Titans
- 2000-2015 – CSI: Crime Scene Investigation (TV-serie)
- 2001 – Pearl Harbor
- 2001 – Black Hawk Down
- 2001-2016 – The Amazing Race (TV-serie)
- 2002 – Bad Company
- 2002-2008 – CSI: Miami (TV-serie)
- 2002-2008 – Spårlöst försvunnen (TV-serie)
- 2003 – Pirates of the Caribbean: Svarta Pärlans förbannelse
- 2003 – Veronica Guerin - I sanningens tjänst
- 2003 – Bad Boys 2
- 2003-2008 – Cold Case (TV-serie)
- 2004 – King Arthur
- 2004 – National Treasure
- 2004-2007 – CSI: New York (TV-serie)
- 2006 – Glory Road
- 2006 – Pirates of the Caribbean: Död mans kista
- 2006 – Deja Vu
- 2006-2007 – Justice (TV-serie)
- 2007 – Pirates of the Caribbean: Vid världens ände
- 2007 – National Treasure: Hemligheternas bok
- 2008 – En shopaholics bekännelser
- 2009 – G-Force
- 2010 – Prince of Persia: The Sands of Time
- 2010 – Trollkarlens lärling
- 2011 – Pirates of the Caribbean: I främmande farvatten
- 2013 – The Lone Ranger
- 2014 – Deliver Us from Evil
- 2015-2016 – Lucifer (TV-serie)
- 2017 – Pirates of the Caribbean: Dead Men Tell No Tales
- 2018 – Bad Boys for Life
- 2019 – Gemini Man
- 2022 – Top Gun: Maverick
- 2024 – The Ministry of Ungentlemanly Warfare
- 2024 – Young Woman and the Sea
- 2024 – Snuten i Hollywood: Axel F
- 2024 – Bad Boys: Ride or Die
- 2025 – F1